# NGC 4603A
NGC 4603A is een balkspiraalstelsel in het sterrenbeeld Centaur. Het hemelobject werd op 8 juni 1834 ontdekt door de Britse astronoom John Herschel.

## Synoniemen
- ESO 322-44
- MCG -7-26-20
- DCL 105
- IRAS 12368-4027
- PGC 42369